# 利摩日区
利摩日区（法語：arrondissement de Limoges）是法国新阿基坦大区上维埃纳省所辖的一个区。总面积2944.8平方公里，总人口297006，人口密度101人/平方公里（2018年）。主要城镇为利摩日。

## 辖区
利摩日区辖有108个市镇。